# Ricardo Iván Rodríguez Araya
Ricardo Iván Rodríguez Araya (25 d'agost de 1992) és un futbolista professional suís que juga com a defensa esquerra pel Real Betis Balompié. Ha estat descrit com un defensa expert i és conegut pels seus cops de cap, i per la seva habilitat de fer passades precises. Rodríguez també és conegut per la seva especialitat en situacions de formació fixa i per habilitats en els penals.
Fill de pare espanyol i mare xilena d'ascendència basca, Rodríguez va començar la seva carrera professional al club local FC Zürich el 2010, després d'haver estat vuit anys al juvenil d'aquest equip. Després de ser promocionat al primer equip a Zürich, Rodríguez va ser venut al VfL Wolfsburg el gener de 2012 per 7,5 milions de lliures esterlines. Va jugar 184 partits de totes les competicions, marcant 22 gols i guanyant la Copa alemanya de futbol i la Supercopa alemanya de futbol el 2015. El 2017 va signar per l'A.C. Milan.
Rodríguez ha format part de tots els nivells de la selecció nacional suïssa, guanyant la Copa del Món de futbol sub-17 de la FIFA el 2009. Ja com a internacional per Suïssa des del 2011, Rodríguez ha disputat més de 40 partits pel país. Va ser part de la selecció suïssa als Jocs Olímpics de 2012, la Copa del Món de Futbol de 2014 i la Campionat d'Europa de futbol de 2016. El 2014 va ser elegit futbolista suís de l'any.

## Carrera en equips

### FC Zürich
Rodríguez va començar a jugar a futbol en un equip juvenil altament valorat, FC Schwamendingen, el 2001 abans d'unir-se a l'equip juvenil del FC Zürich amb onze anys el 2002. Va ser ascendit a l'equip professional el 2009 als setze anys, estant a la banqueta en la derrota 2-3 contra el NK Maribor en la primera volta de l'empat de la tercera ronda de qualificació de la Lliga de Campions el 29 de juliol de 2009.
Va debutar amb el Zürich als 17 anys en la 25a ronda de la lliga suïssa de futbol el 21 de març de 2010, substituint el lesionat Hannu Tihinen la primera part de la victòria 2-0 contra l'Bellinzona. El seu debut complet va ser al derbi de Zuric contra els Grasshopper el 5 d'abril, jugant tot el partit pels hostes en una victòria 3-2.
Va formar part de l'onze inicial per segona vegada al primer partit de la lliga suïssa de futbol el 20 de juliol de 2010, jugant els 90 minuts en una derrota 2-3 contra el FC Basel. El 28 d'abril de 2011, va marcar el seu primer gol professional per l'equip, obrint el marcador pels de casa en una victòria 3-0 contra el Neuchâtel Xamax a Letzigrund.
Rodríguez va fer el seu debut europeu en la primera volta de la tercera ronda de qualificació de la Lliga de Campions contra l'Standard Liège el 27 de juliol de 2011. Va jugar tot el partit i va fer la passada al juvenil del Zürich Admir Mehmedi, que va assegurar a Suïssa un empat a u a l'Stade Maurice Dufrasne a Bèlgica. En la segona volta, Rodríguez va fallar en un tir a curta distància però el Zürich va guanyar 1-0, aconseguint una plaça per l'eliminatòria contra l'FC Bayern de Múnic. Va jugar la totalitat dels partits de l'eliminatòria contra el Bayern, però Suïssa va obtenir un total de 0-3 i va caure a la Lliga d'Europa.
El 26 d'octubre de 2011, Rodríguez va marcar el seu segon gol per l'equip, marcant-ne el segon des de la posició de penal, en una victòria 2-0 contra el FC Thun. El partit final de la lliga suïssa abans del descans d'hivern el 10 de desembre de 2011, va resultar ser l'últim de Rodríguez, jugant tot el partit, que va acabar en un empat a u contra el FC Sion. L'11 de gener de 2012, delegats del Zürich van anunciar que l'equip havia acceptat una oferta per Rodríguez de l'equip alemany Wolfsburg i que estaven a punt de completar el traspàs, a falta de les proves mèdiques. Encara que va ser venut a la meitat de la temporada, Rodríguez va ser votat com el jugador de la temporada pels seguidors el 4 de juny de 2012, per davant Oliver Buff i Pedro Henrique.

### VfL Wolfsburg

#### Inicis
El VfL Wolfsburg va comprar Rodríguez amb 19 anys el 13 de gener de 2012 per 7,5 milions de lliures per un contracte de quatre anys i mig. Es va imposar ràpidament a l'alineació del primer equip, fent el seu debut a la Bundesliga l'endemà contra l'1. FC Köln, en una victòria 1-0 contra les "cabres". A partir de llavors, Rodríguez va jugar tots els partits de la temporada sense ser substituït, convertint-se en un preferit per l'esquerra de la defensa per l'entrenador Felix Magath.
En els deu primers partits de lliga de la següent temporada, Rodríguez va tornar a ser omnipresent a l'alineació, jugant en totes les sortides, començant per vuit. Però Magath va ser acomiadat després d'una posada en forma pobra a la lliga i quan Lorenz-Günther Köstner va esdevenir entrenador interí, Marcel Schäfer, més experimenant, va ser el defensa esquerra preferit. Però, quan Dieter Hecking va convertir-se en l'entrenador, Rodríguez va tornar a guanyar una posició al primer equip.

#### Temporada 2013-14
El 9 de novembre de 2013, va marcar el seu primer pel Wolfsburg d'un tir lliure directe en un partit a casa de la Bundesliga contra el Borussia Dortmund. The match ended in a 2–1 win for Wolfsburg, although they were losing at half-time. El seu segon gol pel Wolfsburg va ser de la posició de penal contra l'Hamburg el 29 de novembre, i va fer empatar el seu equip a 1. Va obrir el marcador en un partit de la Bundesliga el 14 de desembre, marcant un gol a Sven Ulreich, que va guanyar el Wolfsburg 3-1.
Va acabar la temporada 2013-2014 de la lliga amb cinc gols, a més de nou assistències. No va aconseguir formar part de l'equip de la temporada de la Bundesliga, però va ser inclòs a la llista de millors defenses de la temporada 2013-2014. Les nou assistències de Rodríguez també van implicar que creés més gols que cap altre defensa a Europa. Les seves exhibicions impressionants durant la temporada van incloure unes 2,3 passades clau per partit, els mateixos que Andrea Pirlo, el futbolista de l'any de la Serie A dos cops, i 2,6 driblatges amb èxit per partit, més que Cristiano Ronaldo, el guanyador de la Pilota d'Or.

#### Temporada 2014-2015

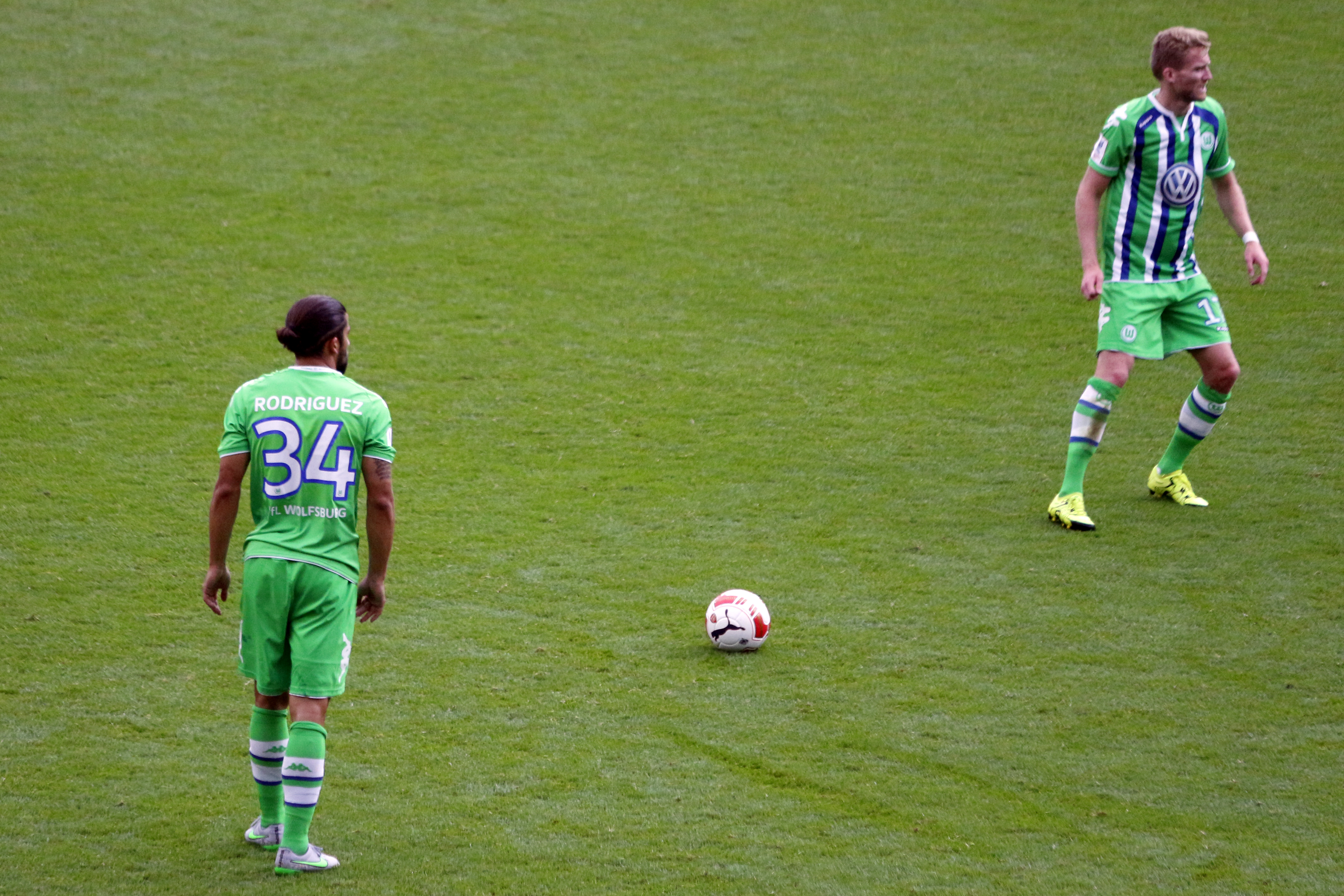
Rodríguez rebent un tir lliure pel Wolfsburg.

Va marcar el seu primer gol al futbol europeu pel Wolfsburg el 18 de setembre de 2014 d'un tir lliure després d'haver marcat un gol en pròpia porta en una derrota 4-1 contra l'equip anglès Everton FC. Al cap de tres dies, Rodríguez va marcar dos cops més pel Wolfsburg, un des de posició de penal i d'un voleo d'un córner de Kevin De Bruyne, i el Wolfsburg va guanyar el Bayer Leverkuser. Va marcar el seu tercer gol de la lliga de la temporada contra el Werder Bremer el 27 de setembre, convertint una passada de De Bruyne en el primer gol d'una victòria 2-1.
L'octubre de 2014, Rodríguez va ser descartat durant diverses setmanes per problemes al tendó de la ròtula i la cuixa. El 31 d'octubre, el seu agent, Roger Wittman, va confirmar que Rodríguez i el Wolfsburg havia obert negociacions per ampliar el contacte més enllà del 2016. Rodríguez va marcar dos gols en una victòria 3-0 fora de casa contra el Lille l'11 de desembre, resultat que va fer-los passar a les eliminatòries en comptes del Lille. El gener de 2015, va signar un nou contracte fins al juny de 2019. Va marcar l'únic gol del partit des del punt de penal el 7 d'abril, quan el Wolfsburg va derrotar el SC Freiburg i va arribar a les semifinals de la copa alemanya de futbol, també va impedir un gol de la línia de porteria. A la final del 30 de maig, va jugar els 90 minuts i el Wolfsburg va guanyar la seva primera copa, derrotant el Borussia Dortmund 3–1.

#### Temporada 2015-2016
Rodríguez va jugar els 90 minuts de la victòria del Wolfsburg contra el Bayern de Múnic a la supercopa alemanya de 2015 l'1 d'agost, marcant el primer penal de la tanda després d'un empat a 1.
El 28 d'agost de 2015, va aconseguir marcar el primer gol de la temporada. També va fer una assistència de gol a Timm Klose més tard en el partit, en què el Wolfsburg va guanyar el Schalke 3-0. Va marcar un altre penal en una derrota 2-1 contra el Borussia Dortmund el 5 de desembre.
El 6 d'abril de 2016, en un partit a cosa de la primera volta de quarts de final de la Lliga de Campions contra el Reial Madrid, Rodríguez va marcar un penal, en un partit que va posar fi a una victòria sorprenent 2-0. Va enganyar Keylor Navas i va ser el primer jugador en marcar un gol al porter del Reial Madrid en un torneig en 738 minuts.

#### Temporada 2016-2017
El 20 d'agost de 2016, Rodríguez va jugar el seu primer partit de la temporada en una victòria 2-1 contra el FSV Frankfurt a la copa alemanya de futbol. També va jugar al primer partit del Wolfsburg de la Bundesliga, en què va marcar de tir lliure en una victòria 2-0 contra l'Augsburg.
El gener de 2017, Rodríguez va ser un dels objectius de l'Inter de Milà i va accedir anar-hi però el club italià va renunciar a pagar la clàusula de rescissió de 18,5 milions de lliures.

### A.C. Milan
El 8 de juny de 2017 es va anunciar que Rodríguez s'uniria al club italià de la Serie A A.C. Milan en un contracte de quatre anys. Es va informar que el preu seria de 15 milions d'euros així com 2 milions en bonus. Va escollir el dorsal 68, l'any en què va néixer la seva mare.
Va jugar el seu primer partit oficial pel Milan i va aconseguir marcar el primer gol, un tir lliure, per guanyar la primera volta del partit de la qualificació de la Lliga d'Europa contra l'CS U Craiova el 27 de juliol. També va jugar la segona ronda la setmana següent i va fer una assistència de gol a Patrick Cutrone en una jugada a pilota parada, que va acabar en una victòria 2-0. Rodríguez va debutar a la Serie A en una victòria 3-0 a casa contra l'FC Crotone el 21 d'agost, i el seu primer gol de lliga va ser d'un tir de penal en una victòria 2-0 contra el SPAL a San Siro el 20 de setembre. El 15 d'octubre, al Derby della Madonnina, va causar un penal que va fer que Mauro Icardi completés el seu hat-trick i guanyés el partit 3-2 per l'Inter.

## Carrera internacional

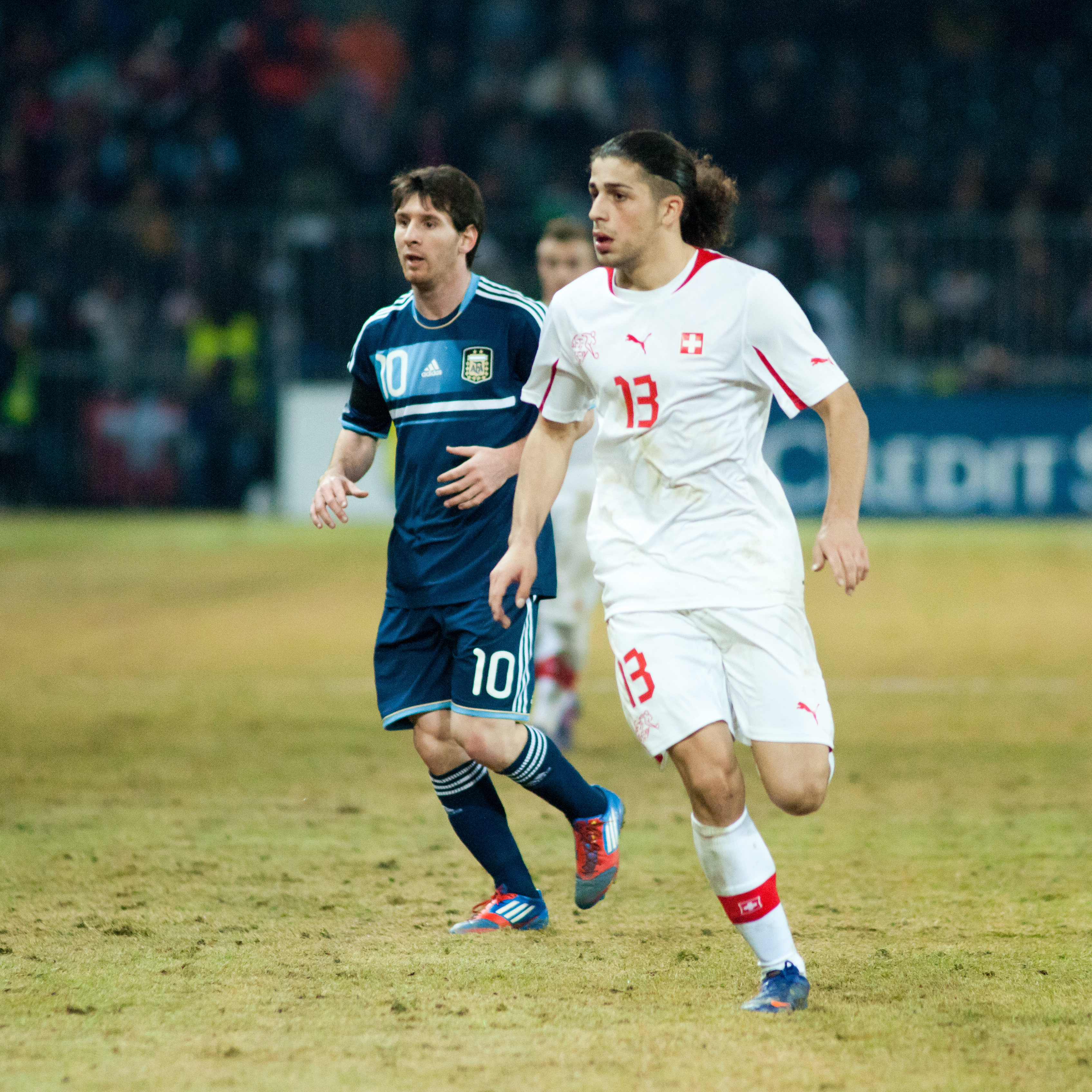
Rodríguez marcant Lionel Messi en un amistós contra Argentina el 2012.

El 2009, va formar part de l'equip sub-17 suís que va guanyar la Copa del Món de Futbol sub-17 de 2009. El seu primer gol al torneig va ser al segon partit de la fase de grups contra el Japó el 27 d'octubre de 2009, marcant el gol de la victòria, i el partit va acabar 4-3. Va marcar el primer gol per Suïssa el minut 35 contra Alemanya a vuitens de finals, que Suïssa va guanyar a la pròrroga 4-3. A les semifinals contra Colòmbia va marcar el gol final de la victòria suïssa 4-0 per arribar a la primer final d'una competició de la FIFA des de la derrota contra l'Uruguai als Jocs Olímpics de 1924. Va jugar tota la final contra Nigèria el 15 de novembre, ajudant Suïssa a guanyar 1-0 i a esdevenir la tercera nació europea que ha aixecat el trofeu.
Rodríguez va debutar per Suïssa al Campionat d'Europa de futbol 2012 en un partit de la qualificació contra Gal·les el 7 d'octubre de 2011, substituint Xherdan Shagiri en la seva meitat de la derrota 0-2. Al cap de quatre dies, Rodríguez va jugar tot el partit contra Montenegro, que Suïssa va guanyar 2-0, i va acabar la qualificació en alça, malgrat perdre la plaça d'eliminatòria davant l'equip balcànic. En un partit amistós contra els Països Baixos l'11 de novembre, va jugar tot el partit que va acabar en un empat a zero a Amsterdam.
Va jugar tots els tres partits per Suïssa als Jocs Olímpics de 2012, en què va ser eliminada a la fase grups.
Rodríguez va jugar en nou dels deu partits de la qualificació per la Copa del Món de futbol per Suïssa, 810 minuts en total, qualificant-se per la Copa del Món abans de l'últim partit gràcies a una victòria 2-1 contra Albània l'11 d'octubre de 2013. El 13 de maig de 2014, Rodríguez va passar a formar part de l'equip suís de la Copa del Món de Futbol de 2014. Al primer partit, contra Equador, el 15 de juny, va tirar un córner que va rematar Admir Mehmedi per fer el gol de l'empat, així com una passada a Haris Seferović per marcar el gol de la victòria en un 2-1. Durant el final del torneig contra el Brasil, va fer una mitjana de 5 entrades i 2,5 intercepcions per partit, guanyant aplaudiments per les seves entrades fortes així com la seva habilitat per llegir el partit.
Al campionat d'Europa de futbol de 2016 a França, Rodríguez va jugar tots els minuts i Suïssa va arribar a vuitens de final. Va ser eliminada als penals per Polònia a Saint-Étienne, encara que Rodríguez va marcar un gol.
El 8 d'octubre de 2016 va marcar el seu primer gol internacional en el seu 43è partit, posar Suïssa al capdavant 3-2 en una victòria contra Hongria a la qualificació de la Copa del Món de Futbol de 2018 a Groupama Arena. Va marcar un altre penal el 3 de setembre de 2017 en una victòria 3-0 fora de casa contra Letònia. Els suïssos van acabar segons de grup per darrere de Portugal, qualificant-se per l'eliminatòria, on es van enfrontar a Irlanda del Nord. Rodríguez va marcar l'únic gol de l'empat en la primera volta a Windsor Park, a Belfast, quan es va xiular un penal controvertit contra Corry Evans. En la segona volta a Basilea, va evitar que Jonny Evans marqués un gol de cop de cap xutant la pilota a la línia de porteria, assegurant la victòria suïssa.
Va ser inclòs a l'equip de 23 jugadors de la selecció nacional de Suïssa per la Copa del Món de Futbol de 2018.

## Estil de joc

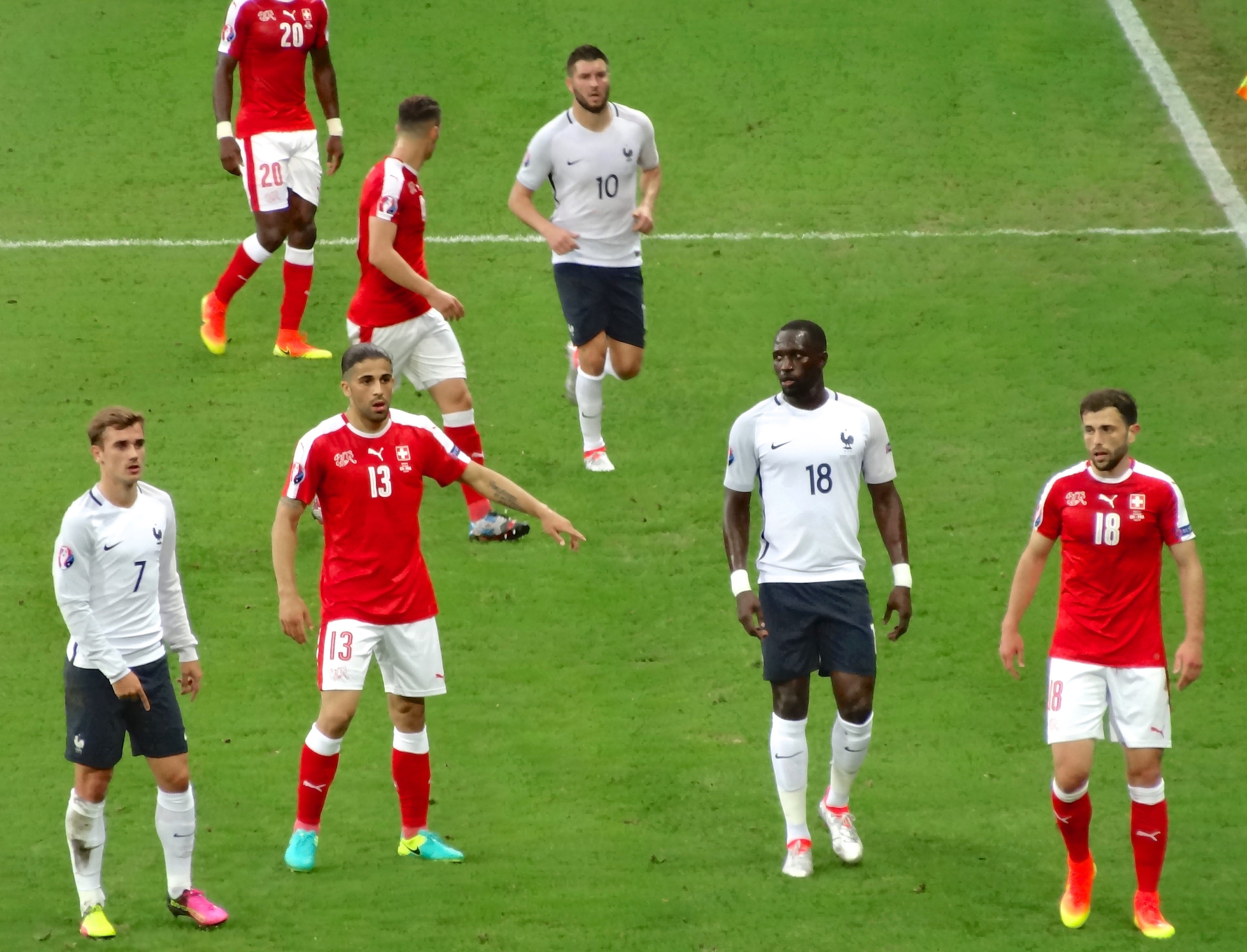
Rodríguez (vermell, número 13) defensant contra França al Campionat d'Europa de futbol 2016.

A causa del seu gran ventall d'habilitats, Rodríguez és conegut per ser tant adepte defensant que atacant. Malgrat que normalment és defensa esquerra, la seva mida i el seu físic poden fer que jugui com a defensa central en alguna ocasió. Els experts el consideren com un defensa expert i destaquen l'habilitat de fer cops de cap, així com la seva personalitat. És considerat com una amenaça d'atac continua, i els analistes en remarquen la seva gran energia i ritme, que li permeten atacar pel lateral constantment; també ha sigut elogiat per experts per cometre molt poques errors distret. A la inversa, ha estat criticat per donar massa espai als atacants dels altres equips, tenir malar posició i per mancar de disciplina en la defensa, mentre que altres analistes n'han criticat la concentració.
Tenint bona tècnica i distribució, ha esdevingut conegut per fer passades precises i tenir un peu esquerra acurat, cosa que ha fet que se'l compari amb el defensa esquerra de l'Everton FC i d'Anglaterra Leighton Baines. També és conegut per la seva especitalitat en situacions de pilota morta, com ara tirs de córner, tirs lliures directes i tirs lliures indirectes, així com pels seus penals, convertint-se en la primera opció del Wolfsburg a l'hora de tirar penals la temporada 2013-2014. El 2014, el seu entrenador Dieter Hecking va lloar-lo com "el millor defensa esquerra de la Bundesliga".

## Vida personal
Rodríguez va néixer a Zúric de pare espanyol i mare xilena. La seva mare va morir de càncer el 2015. Rodríguez es va fer tatuar el número 68, l'any del naixement de la seva mare, a l'esquena. Rodríguez va néixer amb una hèrnia diafragmàtica, que significa que el seu estómac, melsa, fetge i intestí s'havien desplaçat al pit. Li van donar un 50% de possibilitats de sobreviure i se li va fer un seguiment cada sis mesos els primers tres anys de vida. És el germà petit del centrecampista del FC Zürich Roberto Rodríguez i el germà gran del centrecampista Francisco Rodríguez, que juga pel FC Luzern.

## Estadístiques

### Equip
Actualitzat el 22 de juny de 2018
| Equip               | Temporada           | Lliga               | Lliga   | Lliga | Copa Nacional¹ | Copa Nacional¹ | Europa² | Europa² | Total   | Total |
| Equip               | Temporada           | Divisió             | Partits | Gols  | Partits        | Gols           | Partits | Gols    | Partits | Gols  |
| ------------------- | ------------------- | ------------------- | ------- | ----- | -------------- | -------------- | ------- | ------- | ------- | ----- |
| FC Zürich           | 2009–10             | Lliga suïssa        | 6       | 0     | 0              | 0              | 0       | 0       | 6       | 0     |
| FC Zürich           | 2010–11             | Lliga suïssa        | 13      | 1     | 1              | 0              | 0       | 0       | 14      | 1     |
| FC Zürich           | 2011–12             | Lliga suïssa        | 16      | 1     | 1              | 0              | 9       | 0       | 26      | 1     |
| FC Zürich           | Total               | Total               | 35      | 2     | 2              | 0              | 9       | 0       | 46      | 2     |
| VfL Wolfsburg       | 2011–12             | Bundesliga          | 17      | 0     | 0              | 0              | 0       | 0       | 17      | 0     |
| VfL Wolfsburg       | 2012–13             | Bundesliga          | 24      | 0     | 3              | 0              | 0       | 0       | 27      | 0     |
| VfL Wolfsburg       | 2013–14             | Bundesliga          | 34      | 5     | 4              | 2              | 0       | 0       | 38      | 7     |
| VfL Wolfsburg       | 2014–15             | Bundesliga          | 26      | 6     | 4              | 1              | 9       | 3       | 39      | 10    |
| VfL Wolfsburg       | 2015–16             | Bundesliga          | 24      | 2     | 3              | 0              | 9       | 1       | 36      | 3     |
| VfL Wolfsburg       | 2016–17             | Bundesliga          | 24      | 2     | 3              | 0              | 0       | 0       | 27      | 2     |
| VfL Wolfsburg       | Total               | Total               | 149     | 15    | 17             | 3              | 19      | 5       | 185     | 23    |
| Milan               | 2017–18             | Serie A             | 34      | 1     | 4              | 0              | 9       | 3       | 47      | 4     |
| Total de la carrera | Total de la carrera | Total de la carrera | 218     | 16    | 23             | 3              | 37      | 8       | 278     | 29    |

¹ Inclou la Copa de Suïssa, la Copa alemanya i la Supercopa alemanya. 
² Inclou la Lliga Europa de la UEFA i la Lliga de Campions de la UEFA. 

### Internacional
Actualitzat el 27 de juny de 2018
| Suïssa | Suïssa  | Suïssa |
| Any    | Partita | Gols   |
| ------ | ------- | ------ |
| 2011   | 4       | 0      |
| 2012   | 7       | 0      |
| 2013   | 7       | 0      |
| 2014   | 10      | 0      |
| 2015   | 5       | 0      |
| 2016   | 12      | 1      |
| 2017   | 5       | 2      |
| 2018   | 6       | 2      |
| Total  | 56      | 5      |

### Gols internacionals
El marcador i el resultat final mostren primer els gols de Suïssa
| Número | Data                  | Seu                                        | Contrincant | Marcador | Resultat final | Competició                                                                  |
| ------ | --------------------- | ------------------------------------------ | ----------- | -------- | -------------- | --------------------------------------------------------------------------- |
| 1.     | 7 d'octubre de 2016   | Groupama Arena, Budapest, Hongria          |             | 2–1      | 3–2            | Grup B de la UEFA - Qualificació de la Copa del Món de Futbol de 2018       |
| 2.     | 3 de setembre de 2017 | Skonto Stadium, Riga, Letònia              |             | 3–0      | 3–0            | Grup B de la UEFA - Qualificació de la Copa del Món de Futbol de 2018       |
| 3.     | 9 de novembre de 2017 | Windsor Park, Belfast, Irlanda del Nord    |             | 1–0      | 1–0            | Segona ronda de la UEFA - Qualificació de la Copa del Món de Futbol de 2018 |
| 4.     | 3 de juny de 2018     | Estadio de la Cerámica, Vila-real, Espanya |             | 1–1      | 1–1            | Partit amistós                                                              |
| 5.     | 8 de juny de 2018     | Cornaredo Stadium, Lugano, Suïssa          |             | 1–0      | 2–0            | Partit amistós                                                              |

## Palmarès

### Equip
VfL Wolfsburg
- Copa alemanya de futbol: 2014–15
- Supercopa alemanya de futbol: 2015

### Internacional
Suïssa
- FIFA U-17 World Cup: 2009[88]

### Individual
- Jugador de la temporada dels seguidors del FC Zürich: 2011–12
- Futbolista suís de l'any: 2014[89]